# Creu de terme de Capdevila
La Creu de terme de Capdevila és una creu de terme del municipi d'Igualada (Anoia). Forma part de l'Inventari del Patrimoni Arquitectònic de Catalunya.

## Descripció
És un element de pedra de forma octogonal identificat com la magolla de la creu de terme coneguda com de Capdevila. Les cares estan escupides en dos registres: el superior amb formes que simulen elements de l'arquitectura gòtica com arcs, pilastres i dosserets que cobricel·len les figueres ubicades en el registre inferior. Aquestes són representacions de mig cos de personatges alats amb emblemes heràldics i, altres, potser relacionats amb evangelistes. De la creu de Capdevila també es conserva un fragment de pilastra.

## Història
La creu de Capdevila era anomenada d'aquesta manera per estar ubicada davant el portal de Capdevila. Està documentada des de l'any 1409 i se sap que l'any 1835 va ser traslladada al cementiri on hi romangué fins al 1936 en què va ser destruïda. Actualment les restes que es conserven es poden localitzar al Museu de la Pell i Comarcal de l'Anoia (núm. inv 28 i 112).